# Centro Esportivo União
O Centro Esportivo União foi um clube de futebol brasileiro da cidade de Fortaleza, no estado do Ceará. Fundado em 12 de abril de 1980, disputava a Série C do Campeonato Cearense. Em 2025, tornou-se o Vila Real Futebol Clube. 

## Títulos
| ESTADUAIS | ESTADUAIS                     | ESTADUAIS | ESTADUAIS  |
| Troféu    | Competição                    | Títulos   | Temporadas |
| --------- | ----------------------------- | --------- | ---------- |
|           | Campeonato Cearense - Série C | 1         | 2017       |

## Desempenho em competições

### Campeonato Cearense - 2.ª divisão
| Ano  | Posição         |
| ---- | --------------- |
| 2018 | 1.o             |
| 2019 | 8.º             |
| 2020 | 6.º             |
| 2021 | 9.ª (rebaixado) |

### Campeonato Cearense - 3.ª divisão
| Ano  | Posição               |
| ---- | --------------------- |
| 2011 | 8.º                   |
| 2014 | 4.º (último colocado) |
| 2015 | 7.º colocado          |
| 2017 | Campeão (ascendido)   |
| 2022 | 6.º                   |